# Laiton rouge
Le laiton rouge est un alliage de cuivre, un laiton comprenant 95 % de cuivre et 5 % de zinc.
Le laiton rouge est utilisé pour de multiples usages, dont les chemisages de balles, les ceintures de guidage de certains obus d'artillerie, ainsi que des badges émaillés et autres bijoux. En feuille, il est largement utilisé par la métallurgie artisanale grâce au martelage. Il est également utilisé en particulier comme un matériau de formation à moindre coût pour les orfèvres.
Le laiton rouge peut être recuit par chauffage entre 427 °C et 788 °C. Il doit être refroidi lentement après, pour réduire les risques de fissuration.